# Histórias Que Nossas Babás não Contavam
Histórias que Nossas Babás não Contavam é um filme brasileiro de 1979, do gênero pornochanchada, dirigido por Oswaldo de Oliveira. O filme é uma paródia da história da Branca de Neve.

## Elenco
- Adele Fátima .... Clara das Neves
- Costinha .... Caçador
- Meiry Vieira .... Rainha
- Dênis Derkian .... Príncipe
- Xandó Batista .... Rei
- Sérgio Hingst .... Ministro
- Renato Pedrosa .... Espelho Mágico
- Teobaldo .... Conde
- Lino Sérgio
- Satã
- Felipe Levy
- Castor Guerra

## Recepção
Rodrigo de Oliveira em sua crítica para o Papo de Cinema escreveu: "Lançado no mesmo ano da Lei da Anistia, nos momentos finais da Ditadura, o filme faz citação textual à ideia da 'anistia ampla, geral e irrestrita', negando o recurso para a princesa Clara em um momento mais politizado da história. É apenas um pequeno diálogo, mas acaba mostrando interesse do cineasta Oswaldo de Oliveira em retratar aquele momento histórico do País em seu filme. De resto, existe apenas preocupação em divertir e subverter os padrões vigentes. (...) É verdade que algumas piadas envelheceram mal e nem tudo funciona perfeitamente na trama. Mas para um divertimento despretensioso, para curtir nossos talentos nacionais de outrora, o longa-metragem é um belo programa."